# 卡洛普拉卡灣
卡洛普拉卡灣（英語：Caloplaca Cove），是南極洲的海灣，位於南奧克尼群島的西格尼島東岸，處於雷斯瓦爾角和潘特邁姆角之間，由英國南極名稱諮詢委員命名，現時由南極條約體系管理。